# 恐竜大戦争アイゼンボーグ

『恐竜大戦争アイゼンボーグ』（きょうりゅうだいせんそうアイゼンボーグ）は、1977年10月7日から1978年6月30日まで東京12チャンネル（現：テレビ東京）で毎週金曜19:30 - 20:00に放送された特撮・アニメ番組である。円谷プロダクション制作。全39話。

## 概要
『恐竜探険隊ボーンフリー』『恐竜戦隊コセイドン』と合わせて「円谷恐竜三部作」と称されるシリーズ作の第2作。第1作の『ボーンフリー』と同様、キャラクター部分はアニメ、恐竜や巨大ヒーローの活躍場面は特撮実写で製作された。企画は前作の続編として円谷プロダクションと旭通信社との間で企画されていたが、広告代理店が東急エージェンシーに代わり、放送局もNETから東京12チャンネルに移動した。
前作『ボーンフリー』では恐竜の保護を中心としたことで戦闘描写をしづらくなった反省から、恐竜を人類の敵として描き、それに対して主人公のアイゼンボーグ率いるD戦隊が立ち向かうという設定となっている。また、特撮も前作でスケジュールを圧迫していたモデルアニメーションから着ぐるみを中心としたものになった。
本作品企画当初は主役が男女によるコンビという設定は無かったが、タイトルを付ける時にトミーの高橋靖男がまずドイツ語で鉄を意味する「eisen（アイゼン）」から「アイゼンボーグ」のタイトルを決め、そこから主人公の二人の名を「愛」と「善」にし、兄妹のキャラクター設定を作っていった。
立花兄妹は合体（アイゼンクロス）することにより戦闘形態である「アイゼンボーグマン（劇中では未呼称）」となり、その際のエネルギーによりアイゼンI号は超戦闘マシン・アイゼンボーグ号に変形する。だが、視聴率不振などのため、第18話からはテコ入れとして愛の超能力でアイゼンボーグマンとアイゼンボーグ号が合体し、男女2人の合体によって巨大ヒーロー「アイゼンボー」が登場する。敵についても、「恐竜軍団を率いる恐竜の長」から、「怪獣を使い地上を侵略しようとする恐竜魔王」への交代といった路線変更がなされている。
ドラマ性に関しては、当初は主人公の愛と善の2人の兄妹愛を軸に比較的シリアスなストーリーを展開していたが、番組後半からコメディ色が強くなり、唐突にピンク・レディーの「UFO」の曲にあわせて恐竜が踊るというお遊び的なシーンが入る話（第19話）や、敵側の視点から徹底したコメディとして作られた第30話のようなエピソードもみられた。その一方、シリーズを通して恐竜帝王ウルルや恐竜魔王ゴッテス、調教師ソビーナによってやむを得ず地上侵略を行う恐竜の悲劇を描いたシリアスなドラマも描かれた（第6話など）。鳥居博士の知り合いの映画監督が自らの撮影所（東宝撮影所がモデル）でD部隊をモチーフにした特撮映画を撮影するメタフィクション的な話もあった（第37話）。超能力者の温和な博士が実は花畑で暴走族に娘をひき逃げされ、その悲しみに囚われ知らない間に恨みや怒りが超能力怪獣を生みそれを恐竜軍団に漬け込まれたという36話のストーリーは、1年後の『ウルトラマン80』の妄想ウルトラセブンのストーリーに取り入れられた（こちらで暴走族にひき逃げされたのは小学生の少年である）。
後年には日本国外でも放送されたが、中東では皇太子すら大ファンとなったため、彼らの政策のもとで新たにプロジェクトが立ち上げられている。詳細は#帰ってきたアイゼンボーグを参照。

### 路線変更について
もともと本作品は、恐竜が狂暴化したために防衛組織へ変わったボーンフリー隊を描く「ボーンフリーII」の企画が元で誕生した作品である。また、スーパーメカニック、ひいては巨大ヒーロー全体の新たな地平を目指すべく、アイゼンボーグ号を単なるメカではなく巨大ヒーローとして描写した。しかし放映途中、スタッフにより「恐竜は子供たちにとって愛すべき動物であり、邪悪な怪獣として描きにくい」、「やはりスーパーメカニックを巨大ヒーローとして描くのには無理があった」などの問題が指摘され、巨大ヒーロー・アイゼンボーや恐竜魔王が登場する展開へ変更されたとされる。

## ストーリー
1986年、七千万年前に絶滅したはずの恐竜たちが、超能力を持って蘇り人類に宣戦を布告した。事故で重傷を負いサイボーグとなった立花愛と善の兄妹は、地球上のあらゆる生物による攻撃から人類を守るプロジェクトチーム・D戦隊の仲間たちとともに戦闘マシンを駆って恐竜軍団に立ち向かう。やがて戦いは新たな敵、恐竜魔王ゴッテスや戦闘巨人アイゼンボーの参戦で、より激化することとなった。

## 登場人物

### D戦隊
共通の形状の制服を着用するが、善は赤、愛は緑のスーツを着ている。
立花 善
1年前、父が進めていた対恐竜戦闘車の開発中に事故に巻き込まれ、鳥居博士によってサイボーグとして蘇生した。冷静な判断と熱い心を併せ持っている。愛とクロスすることによってアイゼンボーグマンになる。母は愛を産んで間もなく病死、父は一年前の事故の際に死亡している。サイボーグである善と愛は、人間以上の聴覚と、深海の水圧にも耐えられる丈夫な体を持つ。目には赤外線アイを、右手首に通信機を内蔵している。鳥居博士以外のD戦隊のメンバーは皆、光線銃を携帯し、制服の右肩に赤外線ライトを装備している。体を損傷した状態でアイゼンクロスを行うと、体に強い負担がかかる。また、体が強い磁力を帯びるとクロスしても弾かれてしまう。戦いの後、愛と共に宇宙の平和のために旅立った。
立花 愛
善の妹。兄と共に事故に遭い、鳥居博士によってサイボーグとして蘇生した。性格は勇敢かつ優しく、子供や未洗脳の恐竜に慈愛の心を持って接する。善のことは「善」と呼び捨てで呼んでいる。善とクロスすることによってアイゼン号に吸収され、アイゼンボーグ号の完全な制御回路になる。第19話にて、時間制限をオーバーしてウルルと戦ったために回路に大きな損傷を負うが、第20話で鳥居博士による電気ショック治療を受けた際、事故で大量の電流を浴び、それによってそれまで以上の怪力と高速走行能力、アイゼンボーへの変身能力を得て復活する。戦いの後、善と共に宇宙の平和のために旅立った。
黒沢 一平
世界を股にかけた冒険野郎で、D戦隊の一員。直情的な性格。過去に一人で北極横断をした経験がある。
神原 五郎
動物飼育のベテランでD戦隊の一員。普段は温厚かつひょうきんな性格だが、第19話では、愛が重傷を負ったことを鳥居博士に叱責され、博士に逆恨みの怒りをぶつけた善を一喝する。ネムというナマケモノを飼っている。愛称は「バラさん」。家族は妻の澄子がおり、第29話で息子の太郎が生まれた。
鳥居博士
生物学の権威でD戦隊のリーダー。立花兄妹をサイボーグとして蘇生させた。主に指揮をとるが、緊急時には自ら銃を手にし応戦したこともある。家族は妻の春子と息子の直之がおり、直之は藤山高校野球部のエースである。第37話で高校時代からの知り合いの著名な映画監督が登場した。
明石隊員、川上隊員
第13話に登場。キャリーボーインのパイロット。明石はキャリーボーインがアイゼンボーグの援護をすべきだと主張するも、鳥居博士に「戦闘用に作られていない」と却下される。また、明石のミスにより恐竜軍団にD戦隊基地の正確な位置を特定されてケララに地底から攻撃されて破壊され、第14話からは新基地を使用するようになった。

### 恐竜軍団(怪獣軍団)
地底の大空洞で密かに生息していた恐竜たちが、暗黒星雲・ガザリヤ星人であるゴッテスの手によって強制的に地球征服の尖兵にされ、地上に現れた軍団。母星である70光年彼方のレグルス系の惑星ガザリヤ星の水資源が枯渇したため、よく似た環境の地球を植民星にすることがゴッテスたちの侵略目的だった。1億年もの間に独自の進化を遂げ、防衛軍の最新鋭兵器が通用しない頑強な肉体を誇り、火炎の息や怪光線といった超能力を身につけている。目から放つ光線により、犬やコウモリなどの動物を赤く変色させ、凶暴化させる能力を持つ。この能力に操られた動物はカラージュと呼ばれ、強い電気ショックを受けるか、操っていた恐竜が倒されると元に戻る。尖兵として改造された恐竜は目が赤い。第19話までの恐竜が進化した怪獣は、恐竜と認識されているが、第20話のギラーはサイボーグ、第21話のガルウ以降はより完全な怪獣として改造された設定となった。最終決戦後は、ゴッテスが倒されゴッテスの支配下から解放されたことに喜びながら大人しく自分たちの世界へと帰り、出入り口はD戦隊によって塞がれた。

恐竜帝王ウルル
恐竜軍団のボスである巨大なティラノサウルス。IQ300の頭脳と超能力を持つ。目から出す赤い光線は恐竜たちに動物を操る能力を与える。口から炎と電撃を放つ。恐竜たちを操って帝国を築き、人類を攻撃する。第19話で度重なる失敗でゴッテスの怒りを買い、直々に戦いを挑むよう命じられD戦隊と戦うも、アイゼンボーグ号のアイゼンクロスカッターで首を斬られ戦死、その後ゴッテスの部下にすぎなかったことが判明した。口から二手に分かれる破壊光線を放ち、アイゼンボーグ号を爆発寸前に追い込む。その際、ピンク・レディーの「UFO」をBGMに踊り出す場面がある。
- 着ぐるみは映画『極底探険船ポーラーボーラ』に使用されたティラノサウルスの流用。

恐竜魔王ゴッテス
第12話から声のみで初登場。第13話から18話までは巨大な2つの眼として恐竜帝国のウルルのいる地底空洞の部屋の壁面に現れ声で指令を送り、第19話から実態を表した。第18話までは単に「恐竜魔王」と呼称されていた。帝王ウルルの陰で暗躍していたガザリヤ星人の侵略者。帝王ウルルの度重なる失敗に業を煮やし、直々に戦いを挑むよう命じる。帝王ウルルが倒された後、海岸で善と愛の前に現れてD戦隊に挑戦の意図を述べ、帝王ウルルは自身の部下にすぎないことを明かした。帝王ウルルの死後は恐竜を怪獣に改造し、手に持った鞭で暴れさせた。胸のペンダントがある限り、何度倒されても復活できる。最終話で、スペリオ星人ムサシにペンダントの表面を覆い隠され、復活できぬままアイゼンボービッグファイヤーを受けて爆死した。

魔女ゾビーナ
第26話から登場したゴッテスの仲間のガザリヤ星人。女性ながら暗黒星雲でも名うての恐竜調教師であり、ゴッテスの婚約者を自称。ゴッテスをはるかに上回る冷酷非道な性格を持ち、ゴッテスへの態度も厳しい。調教には鞭と液化毒ガスを使用する。地球の女性の風俗に興味を持ち、デパートのショーウィンドウを覗いた際に見た衣服を参考にして専用の機械でドレスを作ったり、地球のダンスを覚えたこともある。等身大となって、映画撮影所を訪れたD戦隊を葬ろうとしたこともある。第38話で自ら巨大化、シーザラスを使ってアイゼンボーを氷漬けにして苦しめるも失敗。必殺剣で胸を貫かれて倒された。
恐竜については、『恐竜探険隊ボーンフリー』の人形アニメモデルが構成員として登場している。また『ファイヤーマン』から数多くの怪獣たちの登場シーンのフィルムが、第1話における恐竜軍団の復活シーンや初期OP映像などに流用されている。

### その他
ムサシ
第38話でパトロール中の立花兄妹が出会った青年。胸に十字架型のペンダントを着けている。ゾビーナ・津波怪獣ワーラ・氷壁怪獣シーザラスに苦戦するアイゼンボーにゴールダを仕向けて助け、続く第39話（最終回）では立花兄妹を怪獣軍団の本拠地に案内、そしてゴッテスの急所がペンダントであることを見抜き、ペンダントに取り付いて再生能力を打ち消したが、ゴッテスの爆死に巻き込まれて自分も瀕死の重傷を負い、最後、自分が宇宙の平和を守るスペリオ星人であることを明かして絶命した。立花兄妹はこの後彼の遺志を受け継いで、宇宙へ旅立った。

銀河連邦獣ゴールダ
ムサシの用心棒的な正義の怪獣で、ムサシの十字架ペンダントから出撃する。武器は両腕をL字に組んで放つ光線。第38話でゾビーナ・ワーラ・シーザラスに苦戦するアイゼンボーを助けるべく出撃、続く第39話でも、ゴッテス・最終兵獣キラザウルス・火山怪獣マグマドン軍団（4号 - 6号）との戦いに加勢したが、最後はアイゼンボーを庇い、ゴッテスの投げた巨大岩石が命中して絶命した。

## 登場メカ
アイゼン号
アイゼンI号 / アイゼンボーグ号
アイゼン号の前部を構成するアルファマイト超合金製の戦闘車両。立花兄妹のアイゼンクロスに連動して強力な戦闘物体・アイゼンボーグ号に変形する。
主要な武器は機体前面下部に装着された鎖鉄球アイゼンボール×2（「キック！」の掛け声と共に発射する。電流を流すことも可能）、地対空ミサイル6×2、本体上部の万能砲（レーザー砲、電子ショック砲、ロケット砲、銛砲、電磁ネット砲、スモーク弾、照明弾、吸盤付きチェーン、冷凍光線、冷凍液、超低温ロケット、敵を浮遊させる気球爆弾）、前部のハッチを開いて発射する地上魚雷（35話）など。立花善と愛が合体したアイゼンボーグマンが操縦する。3分30秒の間しか活動不可能でリミットが迫るとサイドのカラーチェッカーが赤く点滅する。第19話ではウルルの破壊光線で大ダメージを受けたため、制御回路になった愛はオーバーヒートを起こし、機体も爆発寸前だったが、高圧線に体当たりして直接電力エネルギーを補給するという荒技を披露し（その代償として、愛の回路が損傷した）、第32話でも高圧線からエネルギーを補給した。
- 角ばった印象のアイゼンI号から流線型のアイゼンボーグ号への変形表現は、ミニチュアの機械的なギミックではなく多様な映像表現で描写された。
- 初期にはアイゼンI号にアイゼンボーグ号のイメージが残像を伴ってオーバーラップする形で表現され、後にアイゼンI号のミニチュアが、光学合成を伴った大胆なアニメーション的表現で文字通りの「変身」を見せた。

アイゼンボーグ号の武装
アイゼンクロスカッター
機体尾翼に装備しているアイゼンスラッガーをブースターごと船尾を30度ほど上向きにさせ、それに連動してサイドのカラーチェッカーに付いた回転カッターが回り、そのまま恐竜のボディーを貫くというアイゼンボーグ号最大の必殺技である。
ローリングカッター
両翼の先についている回転ノコギリ。「ローリングカッター!!」の掛け声で展開する。「アイゼンローリングカッター!!」と呼称したこともある。ローリングカッターから火花を発しながら敵を真っ二つに切り裂くアイゼンローリングスパークカットという応用技もある。
アイゼンドリラー
機体前部にある巨大なドリル。地中を掘り進んだり、恐竜を突き刺すアイゼンスクリューとして使う。高速スピンしながらすれ違いざまに敵を切り裂くアイゼンスクリューカッター（第8話）、地中に潜り、敵の背後に回り込んでから敵の下半身にドリルを突き立て、そのまま垂直上昇して敵の体を頭まで突貫する必殺アイゼンクラッシャー（第11話）も強力。
アイゼンビーム
アイゼンドリラー先端から放つ光線。冷凍レーザー、炎の壁を発生させるディフェンスファイヤー、15話で墜落寸前のヘリコプターに光線を放ってバリヤーで包み、安全に着地させたキャッチバリヤー、18話で決め技となったアイゼンデスビームも発射可能。
アイゼンスワローダイブ
第10話と第16話で使用した急降下戦法。
アイゼンマグマパワー
第5話で使用。機体を赤熱化させて敵に体当たりする必殺技。似た技としてアイゼンアタックファイヤーがある（第17話）。この状態から敵の周囲を旋回、敵を焼き尽くすアイゼンファイヤーバードは第10話と第12話で使用。
アイゼンボー
第20話より登場。アイゼンボーグマンとなった善が「ボー・チェンジ」の掛け声でアイゼンボーグ号の制御回路となった愛と再度合体、巨大化し、アイゼンボーグ号を圧縮・結晶化させ、額部分にカラーチェッカーとして装着した正義の巨大格闘人間。ゴッテスが送り込んだケラトサウルス型怪獣ギラーとの戦いで絶体絶命のピンチになったアイゼンボーグマンが「死ぬなら（妹と）一緒に」とコクピット後方の制御回路パネルに飛び込んだところ突然出現。第19話でウルルとの戦いで重傷を負った愛を緊急手術した際に高圧電流を浴びせたことが原因で愛が超能力を得たため巨大化が可能になったと第20話のナレーションでは語られている。飛行能力を持ち、宇宙も飛行可能。アイゼンボーグ号から変身する関係上、活動時間は2分20秒に縮まっており、タイムリミットが近くなると額のアイゼンボーグ号が点滅を始め、時間切れになると大爆発を起こしてしまう。
- アニメから実写に変わるという、特異な変身構図を持っており、アイゼンボーグマンと比較すると、アニメと実写という相違を除けば、顔を覆うマスク以外はデザインに際立った変更点はない。

アイゼンボーの武装
アイゼンボウ
分割可能な弓状の剣で、主に二刀流で使用する。怪獣の首を切り落としたりなど使用頻度が高く、とどめを刺すシーンも多かった。特に第25話、第29話。また、第20話ではギラーの頭部を破壊、32話ではサーベランの角を切り落としつつ爆散させている。弓としても使用可能で、第38話では光の矢を放ってゴッテスを射抜いた。
アイアンフックカッター
右腕をローリングカッター状に変形させた武器。初登場時（20話）と26話と31話で、それぞれギラーとゾビーとボロロを倒している。
光の剣
緑色に光り輝く刀身を持つ長剣。第27話でテレキラーに、第37話でシャドーに、38話でゾビーナにとどめを刺した。最終話でもゴッテスとの戦いで使用している。また第27話では金属バットに変形させ、テレキラーが口から吐く鉄球を打ち返した。
必殺アイゼンキック
必殺の飛び蹴り。デモスを倒したが、ドロロには避けられた。にせアイゼンボーの仮面を割って正体を暴いたこともある。
ボースピン
ブラックマリアのブラックマリアスピンに対抗して使用した、スピンしながら体当たりする必殺技。
アイゼンジャイロキック
自分の体をコマのように回転させ、敵を蹴り上げる。球状になったブラックガンマーを蹴り上げた。技名は呼称していない。
分身テレパシー
サイゴラの分身術に対抗して、3人に分身した。
スクリューアタック
両手を挙げて、高速スピンしながら敵に体当たりする。サイゴラを倒した。
アイゼンボー・ビッグファイヤー
唯一の光線技。両手を胸の前で水平に構えた後、右手を振り上げてから、右手を前に突き出して放つ。最終話で使用され、ゴッテスを燃え上がらせて倒した。
アイゼンII号
アイゼン号の後部を構成する支援メカ。機体両側面の大型タイヤ（燃料タンクを兼ねる）をジェットジャイロとして展開し、飛行も可能となる。主に消火と救助を行う。
機体上部の黄色い楕円形のドームは上方に伸長しオールマイティタワーとなる。2連装回転レーザー砲装備。
機体前部には障害物排除用の排土板を装備。強力消火液、目潰し弾も兼ねた消火弾、1200度のナパーム弾、熱線爆弾、冷凍液、催眠爆弾、煙幕、音波探知機、電磁石ワイヤー、救助ゴンドラを装備している。第10話ではショック波で恐竜の脳神経を破壊する神原開発の「D爆弾」を使用したが、あまり効果を発揮できなかった。
神原五郎、黒沢一平が操縦するが、第24話では愛がパトロールのために操縦した。
キャリーボーイン
アイゼン号をD戦隊基地から輸送するVTOL機。戦闘用に作られていないという設定だが、レーザー砲、フラッシュ弾、低周波機雷を装備している。第12話では鳥居博士ら研究陣が開発した恐竜追跡ミサイルを使用した。

## 主題歌・挿入歌
- オープニングテーマ：「戦え! アイゼンボーグ」 作詞：高木あきら / 作曲・編曲：津島利章 / 歌：サニー・シンガーズ、西六郷少年少女合唱団
- エンディングテーマ：「誓いの兄妹」 作詞：高木あきら / 作曲・編曲：津島利章   歌：西六郷少年少女合唱団
- 挿入歌（第39話）：「小さな出発」 作詞：満田かずほ / 作曲：子門真人 / 編曲：福井峻 /歌：朝霧マチ（現：葛城ユキ）※1973年のオリジナル曲の流用[注釈 11]

主題歌2曲を収録したレコードは、ポリドール・レコード（現：ユニバーサル ミュージック合同会社）から発売された。

## スタッフ
- 総指揮：円谷皐（１〜2話）
- 企画：東急エージェンシー、円谷プロダクション
- 原案：内山伊史、高橋靖男（東急エージェンシー）、円谷皐（円谷プロダクション）
- プロデューサー：新美隆雄、石川博（東京12チャンネル）、松島忠（東急エージェンシー）、円谷粲、大木淳（円谷プロダクション）
- 脚本：阿部桂一、山浦弘靖、高際和雄、田口成光、平山公夫、若槻文三、平野靖司
- 音楽：津島利章
- 実写撮影：佐藤貞夫、石山信雄
- 照明：伊藤裕二
- 操演：白熊栄次、岸浦秀一
- 実写美術：山口修、小川富美夫
- 編集：小林熙昌
- 効果：今野康之
- 録音：成田茂、成清量
- 記録：藤本文枝、山本真一、福田秀子
- 助監督：大内健二
- 合成技術：宮重道久
- ネガ編集：五月女孝男、大橋富代
- タイトル：石田徹
- 動画監督：秦泉寺博 (1~37)、秦義人（38、39）
- 作画：野館誠一、山下プロ、アニマス、増谷三郎 ほか
- 動画美術：池田繁美
- 仕上：スタジオ・ディーン
- 動画撮影：ティ・ニシムラ
- 演出助手：秦義人
- 製作進行：小野忠、神代保男、稲見邦宏
- 背景スチール：中優樹、福岡章博
- キャラデザイン：河島治之、菊田武勝
- メカニックデザイン：野口竜
- 製作担当：小池一三、藤田紘一
- デスク：梅本正明
- 録音：整音スタジオ
- 現像：東京現像所
- 製作協力：オカ・スタジオ
- 掲載：小学館
- 監督：大塚莞爾、満田かずほ、大木淳、深沢清澄、東條昭平、中島俊彦
- 製作：東京12チャンネル、円谷プロダクション

## キャスト

### 声の出演
- 立花善：上恭ノ介
- 立花愛：麻上洋子(現・一龍斎春水)
- 黒沢一平：兼本新吾
- 鳥居博士：水鳥鉄夫
- 神原五郎、恐竜帝王ウルル：滝口順平
- 恐竜魔王ゴッテス：筈見純
- 魔女ゾビーナ：高橋和枝
- スペリオ星人ムサシ：森功至
- その他：プロダクション・河
- ナレーター：森功至、村山明

### スーツアクター
スーツアクターは『ウルトラマンレオ』や『メカゴジラの逆襲』を担当した二家本辰巳と河合徹が中心となった。二家本は殺陣師のいた『レオ』との差別化を考慮し、フランケンシュタイナーと同様の技をかけるなど、よりハードな技を用いている。
- アイゼンボー（アクション）[12][6]、恐竜[12]：二家本辰巳
- アイゼンボー（変身シーン）[12]、恐竜・怪獣[13][12]：河合徹
- 恐竜・怪獣：グループ・ブイ

## 放送リスト
| 話数 | 放送日         | サブタイトル                    | 脚本     | 監督       | 登場怪獣                                                                        |
| ---- | -------------- | ------------------------------- | -------- | ---------- | ------------------------------------------------------------------------------- |
| 1    | 1977年 10月7日 | 恐竜現わる！ D戦隊発進せよ！    | 阿部桂一 | 大塚莞爾   | ゴルゴ（ゴルゴサウルス）                                                        |
| 2    | 10月14日       | 危機一髪！ 愛と善               | 阿部桂一 | 大塚莞爾   | テラノ（プテラノドン）                                                          |
| 3    | 10月21日       | 恐竜軍団！ 恐怖のねずみ作戦！   | 山浦弘靖 | 満田かずほ | ステラ（ステゴサウルス）                                                        |
| 4    | 10月28日       | 必殺！ アイゼンクロスカッター!! | 山浦弘靖 | 満田かずほ | チラコ（スティラコサウルス） アロー（アロサウルス）                             |
| 5    | 11月4日        | 危うし！ 愛と善 放射能を消せ！  | 阿部桂一 | 大木淳     | テララ（プテラノドン） アロロ（アンキロサウルス）                               |
| 6    | 11月11日       | 謎の美少女 嵐を呼ぶ笛！         | 山浦弘靖 | 大木淳     | モノラ（モノクロニウス）                                                        |
| 7    | 11月18日       | 三大怪獣出現！ 男が命をかける時 | 山浦弘靖 | 東條昭平   | ステゴ（ステゴサウルス） アルル（アロサウルス） モロロ（モノクロニウス）        |
| 8    | 11月25日       | 恐怖の洗脳人間第一号!!          | 高際和雄 | 東條昭平   | トララ（トラコドン） トラコ（トラコドン） ランホ（ランフォリンクス）            |
| 9    | 12月2日        | 謎の恐竜変死体！                | 山浦弘靖 | 満田かずほ | パラサ（パラサウロロフス） チロザウルス（ティロサウルス）                       |
| 10   | 12月9日        | 決死の少女救出作戦！            | 阿部桂一 | 満田かずほ | オロロ（アロサウルス）                                                          |
| 11   | 12月16日       | 恐竜の墓に涙の十字架を！        | 山浦弘靖 | 深沢清澄   | アンク（アンキロサウルス） イグナ（イグアノドン）                               |
| 12   | 12月23日       | 生か！ 死か！ 激流に賭ける命    | 阿部桂一 | 深沢清澄   | ムララ（トリケラトプス） ゴロロ（トロオドン,ステゴケラス）                      |
| 13   | 12月30日       | SOS！ D戦隊基地を守れ！         | 山浦弘靖 | 東條昭平   | ケララ（ケラトサウルス） プテラ（プテラノドン）                                 |
| 14   | 1978年 1月6日  | 逆襲！ 怒りに燃えたD戦隊        | 山浦弘靖 | 東條昭平   | タルボ（タルボサウルス） スゴラ（ステゴサウルス）                               |
| 15   | 1月13日        | 燃える友情 進め！ 闘牛大作戦    | 田口成光 | 満田かずほ | ガララ（トリケラトプス）                                                        |
| 16   | 1月20日        | 恋人よ アイゼン号に花を飾れ！   | 山浦弘靖 | 中島俊彦   | ダイナ（タルボサウルス）                                                        |
| 17   | 1月27日        | 恐怖！ アイゼン号が溶ける！     | 平山公夫 | 深沢清澄   | グロロ（イグアノドン）                                                          |
| 18   | 2月3日         | 空港大ピンチ！ 吹雪をそめる鮮血 | 高際和雄 | 深沢清澄   | バドン（プテラノドン） ガロン（ステゴサウルス）                                 |
| 19   | 2月10日        | 恐竜魔王の怒り！ 死ぬな愛       | 山浦弘靖 | 東條昭平   | トプラ（トリケラトプス） 恐竜帝王ウルル（ティラノサウルス）                     |
| 20   | 2月17日        | かがやけ一番星！ アイゼンボー   | 山浦弘靖 | 東條昭平   | ギラー（ケラトサウルス）                                                        |
| 21   | 2月24日        | 激突！ 恐竜魔王対アイゼンボー   | 阿部桂一 | 満田かずほ | ガルウ                                                                          |
| 22   | 3月3日         | 怪奇！ 呪いの怪獣人形           | 若槻文三 | 満田かずほ | 宇宙怪獣ザザ                                                                    |
| 23   | 3月10日        | マグマ地獄からの脱出!!          | 山浦弘靖 | 中島俊彦   | デモス                                                                          |
| 24   | 3月21日        | 見た！ 忍者恐竜の陰謀           | 田口成光 | 中島俊彦   | 忍者怪獣ドロロ                                                                  |
| 25   | 3月24日        | 鳥居博士を救え！ 天狗岩の決戦   | 阿部桂一 | 東條昭平   | ガガラ 巨大ゴリラ                                                               |
| 26   | 3月31日        | 恐竜調教師！ 魔女ゾビーナ       | 若槻文三 | 東條昭平   | ゾビー ゾビーナ                                                                 |
| 27   | 4月7日         | 飛べ涙の白球！ 襲われた甲子園   | 若槻文三 | 満田かずほ | テレキラー                                                                      |
| 28   | 4月14日        | 雪原に黒い影？ 北極点の闘い     | 山浦弘靖 | 満田かずほ | ドドラ                                                                          |
| 29   | 4月21日        | 輝け！ 恐竜親子星               | 田口成光 | 満田かずほ | ブラックマリア 恐竜太郎                                                         |
| 30   | 4月28日        | 怪獣番号三三が9 ヨタノドン      | 若槻文三 | 中島俊彦   | ヨタノドン ゾビーナ                                                             |
| 31   | 5月5日         | 出現！ もう一人のアイゼンボー   | 阿部桂一 | 東條昭平   | ボロロ（ニセアイゼンボー） テラノドン（プテラノドン） ゾビーナ                  |
| 32   | 5月12日        | アイゼンボーが死んだ!?          | 田口成光 | 東條昭平   | サーベラン                                                                      |
| 33   | 5月19日        | 恐怖の機械螢軍団                | 山浦弘靖 | 東條昭平   | 怪獣ボダロス                                                                    |
| 34   | 5月26日        | 交信不能！ 電磁波台風の襲来     | 平山公夫 | 中島俊彦   | ウルスレドン                                                                    |
| 35   | 6月2日         | 特訓！ 魔球怪獣への挑戦         | 田口成光 | 中島俊彦   | ブラック・ガンマー                                                              |
| 36   | 6月9日         | 大迫力！ 謎の超能力怪獣         | 山浦弘靖 | 東條昭平   | サイゴラ                                                                        |
| 37   | 6月16日        | 特撮映画 戦え！ D戦隊           | 平野靖司 | 東條昭平   | シャドー ゾビーナ                                                               |
| 38   | 6月23日        | 怪獣軍団最後の大進撃！          | 若槻文三 | 満田かずほ | ゴールダ ワラ シーザラス ゾビーナ （スペリオ星人ムサシ）                        |
| 39   | 6月30日        | さよならアイゼンボーグ          | 阿部桂一 | 満田かずほ | ゴールダ マグマドン1 - 6号 キラザウルス 恐竜魔王ゴッテス （スペリオ星人ムサシ） |

## 放送局
- 東京12チャンネル（制作局）：金曜 19:30 - 20:00
- 北海道文化放送：金曜 19:00 - 19:30[14]
- 秋田テレビ：水曜 17:00 - 17:30[15][16]
- 仙台放送（第26話で終了）：金曜 19:00 - 19:30[17]
- 新潟総合テレビ：火曜 17:20 - 17:48[18]
- 長野放送：木曜 18:00 - 18:30（1978年9月まで）→ 木曜 17:30 - 18:00（1978年10月から11月16日まで）[19][16]
- テレビ山梨：土曜 午前10:00 - 10:30[20]
- 富山テレビ：金曜 17:20 - 17:50[21]（数か月遅れ[16]）
- 石川テレビ：金曜 17:20 - 17:50[22]
- テレビ静岡：日曜 午前9:00 - 9:30[20]
- 東海テレビ：金曜 17:30 - 18:00
- 関西テレビ：金曜 19:00 - 19:30[20]
- 山陰中央テレビ：土曜 18:00 - 18:30[23]
- テレビ新広島：土曜 18:00 - 18:30[24]
- テレビ高知：日曜 朝7:00 - 7:30（1978年秋頃放送開始[16]）
- 山口放送：月曜 17:15 - 17:45
- 福岡放送：土曜 18:00 - 18:30
- 熊本放送：金曜 17:00 - 17:30[25]（数か月遅れ[16]）
- テレビ宮崎：火曜 朝6:28 - 6:55[26]
- 南日本放送：土曜 18:00 - 18:30[27]（数か月遅れ[16]）

## コミカライズ
- 小学一年生 1977年11月号 - 1978年3月号連載・作画：細井雄二、いのうえだいすけ
- 小学二年生 1977年11月号 - 1978年3月号連載・作画：とのづかみのる

## 映像ソフト化
- 2013年6月21日に東映ビデオからDVDが発売された。

## 帰ってきたアイゼンボーグ
2017年12月5日に日本のアニメや子供番組を専門に流す中東限定のチャンネル「スペース・トゥーン」にて放送された、『恐竜大戦争アイゼンボーグ』のドキュメンタリー番組。関係者やスタッフインタビューのほか、田口清隆が監督した新規撮影パートの短編ドラマ「不滅のD戦隊!時を超えた闘い!!」で構成されている。2017年12月29日には、YouTubeの「ウルトラチャンネル」で日本語版が公式配信された。
原典は中東地域で人気が根強く、サウジアラビアの皇太子が打ち出した政策の1つ「サウディ・ヴィジョン2013」のもと、リヤド出身のジャッラーハ・アルフレイルとアズィーズ兄弟の協力や現地からの強い要望と尽力により制作が実現した。2014年に円谷プロがドバイでイベント「IGNコンベンション」に出展していたことや、原典を知る者が少ない現在の円谷プロのスタッフを驚かせたほどジャッラーハが原典に詳しいことから、2015年には始動に至った。「中東向けに新テレビシリーズを」という希望もあったが予算的に難しいので、まず原典と日本の特撮文化を紹介するドキュメンタリーを作ろうということになり、2016年にドキュメンタリーパートと新撮パートの撮影が行なわれた。
ドラマの新規撮影に際し、アイゼンI号とアイゼンII号以外は原典当時の撮影素材が残っていなかったため、修復したそれら2機以外は新作することとなった。当初、円谷プロは現代風にアレンジしたデザイン案を提示したが、ジャッラーハは原典を復活させたいという思いから、それを断った。ジャッラーハの思いを理解した円谷プロは可能な限り原典に近いものを制作し、当時の特撮スタッフによる監修のもとで現在のスタッフが撮影する体制を組んだうえ、アクションについても当時のアイゼンボーを演じていた二家本辰己に監修してもらった。合成を使用していない飛行シーンでは、当時のイメージを操演によって踏襲しているものの、キャメラワークは現代的にアレンジしている。また、プロップもサイズ感などは原典と同様のものを再現することを意図している。なお、撮影現場にはアイゼンボーのフィギュアを作って発表したことから中東のファンにも知られる声優の関智一も、見学に訪れていたという。
また、同様のセットを使用していた関係から『ウルトラマンオーブ』などに登場したビルも映っている。
アラビア語への吹き替えについては、各キャラクター名が中東で馴染みやすいものへ変更されているほか、「アイゼンクロス」も「クロス」がキリスト教の概念に含まれるために使えないことから変更されているが、これはドラマの台詞にパロディで使われるほど知られている。また、アラビア語のナレーションは、カマール（日本語版の善）役の声優を現在の在住地であるイギリスからクウェートへ来てもらって収録したという。
声の出演

- 立花善、ナレーション：上恭之介
- 立花愛：一龍斎春水
- 恐竜魔王ゴッテス：飯島肇
- 恐竜調教師ゾビーナ：うのちひろ
- 恐竜帝王ウルル：岸哲生

スーツアクター

- アイゼンボー：岡部暁
- 恐竜魔王ゴッテス：新井宏幸
- 恐竜調教師ゾビーナ：矢﨑大貴
- 恐竜帝王ウルル：横尾和則
- 補助：根本史彦、稲庭渉

ドキュメンタリーパート出演
- 円谷粲
- 北浦嗣巳
- 野口竜
- 田口成光
- 山浦弘靖
- 平野靖司
- 東條昭平
- 中島俊彦
- 満田かずほ
- 白熊栄次
- 山口修
- 二家本辰己
- 氷川竜介
- ALFAREH JARRAH YOSSEF H
- 大岡新一

スタッフ

- 監修 - 大岡新一
- 企画 - 猪狩友宏、中川広一郎、長岡明
- 総合プロデューサー - 北澤隆将
- プロデューサー - 北浦嗣巳
- ドキュメンタリーパート監督 - 秋廣泰生
- ドラマパート監督 - 田口清隆
- 脚本 - 足木淳一郎
- 撮影監督 - 髙橋創
- 照明 - 武山弘道
- 美術 - 木場太郎
- 編集 - 矢船陽介
- スクリプター - 今野七香
- 操演 - 根岸泉
- 助監督 - 武居正能
- 殺陣 - 二家本辰己
- アクションコーディネート - 岡野弘之
- 視覚効果 - 泉谷修
- 造型製作 - 潤淵隆文、品田冬樹、山長和徳、小林靖博
- アイゼンボーグ号製作 - 亀田義郎、関麻由
- 画コンテ - なかの★陽、西川伸司
- アニメーションディレクター - 越智一裕
- アニメーター - 越智ひろみ
- 企画原案 - ALFAREH JARRAH YOSSEF H
- 製作・著作 - 円谷プロダクション

## 備考
- 本作品の本放送当時はウルトラシリーズのブームが来ており、関東地方では同シリーズの再放送が早朝や夕方に頻繁に行なわれていた。その世相を反映し、第27話や第35話では劇中劇として、目が光っていないウルトラマンとウルトラマンタロウが登場するテレビドラマが放送されていた。主題歌には『帰ってきたウルトラマン』が使われている。
- 本作品のBGMは、同じ作曲担当の津島利章が手がけていた『プロレスの星 アステカイザー』からの流用が多い。また、一部の楽曲は次作『恐竜戦隊コセイドン』にも流用された。
- 2010年2月から10月まで、チャンネルNECOの「円谷特撮アワー」枠にて放送が行われた。
- イタリアでは、イタリア版『メガロマン』の主題歌を歌ったMegalonsingersがオリジナルの主題歌「I-Zenborg」を歌っている。また、韓国でも放送された。